# Axel Ottosson
Frans Axel Ottosson, född 19 april 1996 i Umeå, är en svensk professionell ishockeyspelare som spelar för IF Björklöven i Hockeyallsvenskan. Han gjorde seniordebut säsongen 2014/15 med Modo Hockey i SHL. Inför säsongen 2016/17 återvände han till moderklubben IF Björklöven för två säsonger, i Hockeyallsvenskan. Därefter tillbringade han en säsong med Färjestad BK i SHL, innan han spelade för Linköping HC från september 2019 till januari 2020. Mellan januari 2020 och maj 2022 spelade han åter för IF Björklöven. Därefter lämnade han Sverige för spel i finska Kookoo i Liiga, där han tillbringade två säsonger. Sedan juni 2024 tillhör han åter IF Björklöven.
Ottosson spelade U18-VM i Finland 2014, där Sverige slutade på fjärde plats.

## Karriär

### Klubblag

#### 2011–2019: Etablering i SHL och Hockeyallsvenskan
Ottossons moderklubb är IF Björklöven. Vid 15 års ålder vann han TV-pucken med Västerbotten. I finalen gjorde Ottosson ett av målen i 4–0-segern mot Dalarna. Han gick inför säsongen 2012/13 över till Modo Hockeys organisation för spel i dess juniorlag. Samma säsong tilldelades han SM-silver både med Modos J18- och J20-lag. Den efterföljande säsongen tog han återigen ett SM-silver med Modos J18-lag. Han tillbringade dock större delen av säsongen med Modo J20 där han 45 grundseriematcher noterades för 29 poäng (13 mål, 16 assist).
Säsongen 2014/15 inledde Ottosson med Modo J20. Den 1 november 2014 gjorde han debut för klubben i SHL, i en match mot HV71. Den 26 december samma år gjorde han sitt första mål i SHL, på Christopher Nihlstorp, i en 3–4-förlust mot Växjö Lakers Hockey. Under säsongens gång spelade han totalt elva grundseriematcher i SHL. Resten av säsongen tillbringade han med J20-laget, där han var lagets näst främste poänggörare med 44 poäng på 37 matcher (18 mål, 26 assist). Den 29 april 2015 meddelades det att Ottosson skrivit ett tvåårsavtal med Modo Hockey. Efterföljande säsong spelade Ottosson sammanlagt 49 SHL-matcher, där han stod för nio poäng, varav ett mål. Tidigare under säsongen, den 21 september 2015, meddelades det att Ottosson lånats ut till Timrå IK i Hockeyallsvenskan. Dagen därpå spelade han sin första match i Hockeyallsvenskan. Totalt spelade han tre matcher för klubben.
Inför säsongen 2016/17 återvände han till moderklubben IF Björklöven, med vilka han skrev ett tvåårsavtal den 13 april 2016. Den 20 oktober samma år gjorde han sitt första mål i Hockeyallsvenskan, på Tex Williamsson, då han avgjorde en match mot IK Pantern till 4–3. På 41 grundseriematcher noterades han för 20 poäng (8 mål, 20 assist). Säsongen 2017/18 stod Ottosson för sin poängmässigt främsta säsong då han vann lagets interna poängliga med 43 poäng (varav 17 mål) på 52 spelade grundseriematcher. I seriens totala poängliga slutade Ottosson på femte plats. 
Den 4 april 2018 meddelades det att Ottosson skrivit ett tvåårskontrakt med Färjestad BK i SHL. Den 13 februari 2019 blev Ottosson avstängd i fem matcher sedan han delat ut en huvudtackling mot motståndarlagets spelare Kim Rosdahl. Efter avstängningen hade Ottosson svårt att ta en ordinarie plats i laget. Totalt noterades han för elva poäng på 44 spelade matcher. Färjestad vann grundserien, men slogs ut i SM-slutspelet av Djurgårdens IF med 4–3 i matcher i semifinalserien. Ottosson spelade endast en match med Färjestad i slutspelet.

#### Från 2019: IF Björklöven och Kookoo
Den 12 september 2019 blev det officiellt att Ottosson valt att bryta sitt avtal med Färjestad, för att istället skriva kontrakt med seriekonkurrenten Linköping HC. Efter att ha spelat 28 matcher för klubben, där han noterats för ett mål och en assist, meddelades det den 22 januari 2020 att Linköping brutit avtalet med Ottosson. Dagen därpå bekräftades det att Ottosson skrivit ett avtal med IF Björklöven för återstoden av säsongen. På 15 matcher för Björklöven stod Ottosson för tolv poäng. Efter säsongens slut meddelades det den 27 mars 2020 att han förlängt sitt avtal med klubben med ytterligare en säsong. Säsongen 2020/21 slutade Björklöven på tredje plats i grundserien och tog sig sedan till final i det efterföljande slutspelet, där man dock föll mot Timrå IK med 4–1 i matcher.
I slutet av maj 2021 förlängde Ottosson sitt kontrakt med Björklöven med ytterligare en säsong. 2021/22 vann Ottosson Björklövens interna poängliga i grundserien. På 48 matcher stod han för lika många poäng, varav 15 mål. Han var också den i laget som stod för flest assistpoäng (33) och hade, tillsammans med Daniel Rahimi, bäst plus/minus-statistik. Björklöven slutade på fjärde plats i grundserien och tog sig därefter till final i Hockeyallsvenskans slutspel. Där förlorade laget för andra året i följd, denna gång mot HV71 med 4–2 i matcher.
Den 12 maj 2022 bekräftades det att Ottosson skrivit ett ettårsavtal med option på ytterligare ett år med den finska klubben Kookoo i Liiga. Efter att ha missat en stor del av inledningen av säsongen på grund av skada och avstängning noterades Ottosson till slut för 26 poäng på 38 grundseriematcher (11 mål, 15 assist). I grundserien hade han, tillsammans med Miska Kukkonen, bäst plus/minus-statistik i laget (+8). Kookoo, som var det sista laget att ta sig till slutspel, besegrade i play-in Kärpät med 2–1 i matcher, innan man besegrades av Tappara med 4–0 i kvartsfinalserien. Den 22 april 2023 bekräftades det att Ottossons optionsår i avtalet nyttjas. Ottosson spelade samtliga 60 grundseriematcher och förbättrade därmed sin poängnotering från föregående säsong. Totalt stod han för 34 poäng, varav 9 mål. Kookoo misslyckades att ta sig till slutspel då man placerat sig på tolfte plats i grundserien.
Den 27 juni 2024 bekräftades det att Ottosson återvänt till Sverige och IF Björklöven då han skrivit ett tvåårsavtal med klubben. Inför säsongen utsågs Ottosson som ny lagkapten för Björklöven. Den 13 december 2024 noterades han för ett hattrick då Södertälje SK besegrades med 4–7, samtliga mål gjordes i powerplay. Ottosson slutade på tredje plats i lagets interna poängliga där han på 52 grundseriematcher noterades för 42 poäng, varav 18 mål. Laget slutade på fjärde plats och slogs sedan ut i kvartsfinal efter sju matcher mot AIK. På dessa matcher stod Ottosson för tre mål och två assistpoäng.

### Landslag
2014 representerade Ottosson Sverige när U18-VM avgjordes i Finland. Efter att ha besegrat Finland med hela 10–0 i kvartsfinal förlorade Sverige sedan mot USA i semifinal. Även i bronsmatchen föll Sverige och man slutade därmed på fjärde plats i turneringen. På sju spelade matcher noterades Ottosson för en assistpoäng.

## Statistik

### Klubblag
| 2014–15                  | Modo Hockey              | SHL                      | 11  | 1  | 0   | 1   | 2   | —  | —  | —  | —  | —  |
| 2015–16                  | Modo Hockey              | SHL                      | 49  | 1  | 8   | 9   | 12  | 7  | 0  | 1  | 1  | 8  |
| 2015–16                  | Timrå IK                 | HA                       | 3   | 0  | 0   | 0   | 0   | —  | —  | —  | —  | —  |
| 2016–17                  | IF Björklöven            | HA                       | 41  | 8  | 12  | 20  | 34  | —  | —  | —  | —  | —  |
| 2017–18                  | IF Björklöven            | HA                       | 52  | 17 | 26  | 43  | 38  | 5  | 3  | 0  | 3  | 6  |
| 2018–19                  | Färjestad BK             | SHL                      | 44  | 2  | 9   | 11  | 39  | 1  | 0  | 0  | 0  | 0  |
| 2019–20                  | Linköping HC             | SHL                      | 28  | 1  | 1   | 2   | 14  | —  | —  | —  | —  | —  |
| 2019–20                  | IF Björklöven            | HA                       | 13  | 3  | 7   | 10  | 4   | 2  | 0  | 2  | 2  | 2  |
| 2020–21                  | IF Björklöven            | HA                       | 48  | 14 | 16  | 30  | 46  | 16 | 3  | 5  | 8  | 12 |
| 2021–22                  | IF Björklöven            | HA                       | 48  | 15 | 33  | 48  | 35  | 18 | 2  | 8  | 10 | 10 |
| 2022–23                  | Kookoo                   | Liiga                    | 38  | 11 | 15  | 26  | 53  | 6  | 1  | 2  | 3  | 0  |
| 2023–24                  | Kookoo                   | Liiga                    | 60  | 9  | 25  | 34  | 18  | —  | —  | —  | —  | —  |
| 2024–25                  | IF Björklöven            | HA                       | 52  | 18 | 24  | 42  | 24  | 7  | 3  | 2  | 5  | 4  |
| Hockeyallsvenskan totalt | Hockeyallsvenskan totalt | Hockeyallsvenskan totalt | 258 | 75 | 118 | 193 | 181 | 48 | 11 | 17 | 28 | 34 |
| SHL totalt               | SHL totalt               | SHL totalt               | 132 | 5  | 18  | 23  | 67  | 1  | 0  | 0  | 0  | 0  |
| Liiga totalt             | Liiga totalt             | Liiga totalt             | 98  | 20 | 40  | 60  | 71  | 6  | 1  | 2  | 3  | 0  |

### Internationellt
| År            | Lag           | Turnering     | Matcher | Mål | Assist | Poäng | Utv. |
| ------------- | ------------- | ------------- | ------- | --- | ------ | ----- | ---- |
| 2014          | Sverige       | U18-VM        | 7       | 0   | 1      | 1     | 2    |
| Junior totalt | Junior totalt | Junior totalt | 7       | 0   | 1      | 1     | 2    |